# Федорова Олена Олегівна
Оле́на Оле́гівна Фе́дорова (нар. 14 листопада 1986, Миколаїв) — українська спортсменка, яка спеціалізується на стрибках у воду, призерка чемпіонатів світу і Європи, учасниця трьох Олімпійських ігор.

## Біографія
Починала займатися в Миколаївській КДЮСШ ФСТ «Україна».
На літніх Олімпійських іграх 2004 р. в Афінах посіла 13 місце, на іграх 2008 р. в Пекіні стала одинадцятою на літніх Олімпійських іграх 2012 р. в Лондоні стала дев'ятою в одиночних стрибках і шостою в синхронних у парі з Ганною Письменською.
Випукниця Миколаївського національного університету ім. В. О. Сухомлинського.
10 серпня 2019 року здобула срібну медаль у стрибках з 1-метрового трампліна — на чемпіонаті Європи зі стрибків у воду в Києві.
23 серпня 2014 року разом з Ганною Письменською здобули бронзові медалі у синхронних стрибках з 3-метрового трампліна — на чемпіонаті Європи з водних видів спорту в Берліні.
17 лютого 2020 року на етапі Гран-прі FINA-2020 у Мадриді в парі з Діаною Шелестюк в синхронних стрибках з 3-метрового трампліну здобула бронзу.

### Виступи на Олімпіадах
| Олімпіада   | Дисципліна                         | Результат | Місце |
| Афіни 2004  | Стрибки у воду. Трамплин           | 503,28    | 13    |
| Пекін 2008  | Стрибки у воду. Трамплин           | 298,40    | 11    |
| Лондон 2012 | Стрибки у воду. Трамплин           | 317,8     | 9     |
| Лондон 2012 | Стрибки у воду. Синхронні трамплин | 302,40    | 6     |
| Ріо 2016    | Стрибки у воду. Трамплин           | 304,8     | 11    |